# Belberaud
Belberaud település Franciaországban, Haute-Garonne megyében. Lakosainak száma 1528 fő (2022. január 1.). Belberaud Escalquens, Deyme, Fourquevaux, Montlaur, Odars és Pompertuzat községekkel határos.

## Népesség
A település népességének változása:
| Lakosok száma | 230  | 495  | 612  | 1289 | 1314 | 1385 | 1503 | 1505 | 1520 | 1528 |
|               | 1968 | 1982 | 1990 | 2006 | 2013 | 2015 | 2017 | 2019 | 2020 | 2022 |